# Mirjapur (Sarlahi)
Mirjapur – gaun wikas samiti w środkowej części Nepalu  w strefie Dźanakpur w dystrykcie Sarlahi. Według nepalskiego spisu powszechnego z 2001 roku liczył on 705 gospodarstw domowych i 3573 mieszkańców (1664 kobiet i 1909 mężczyzn).